# 애슐리 매키버
애슐리 매키버 디메릿(영어: Ashleigh McIvor DeMerit, 1983년 9월 15일~)은 캐나다의 전직 프리스타일 스키 선수로 주 종목은 스키 크로스이다. 2010년 동계 올림픽에서 여자 스키 크로스 금메달을 획득했으며 세계 선수권 대회에서 금메달 1개를 획득했다.

## 개인사
매키버는 2013년에 미국의 축구 선수이자 당시 밴쿠버 화이트캡스의 주장이었던 제이 디메릿과 결혼했다.